# Aeródromo Mocopulli

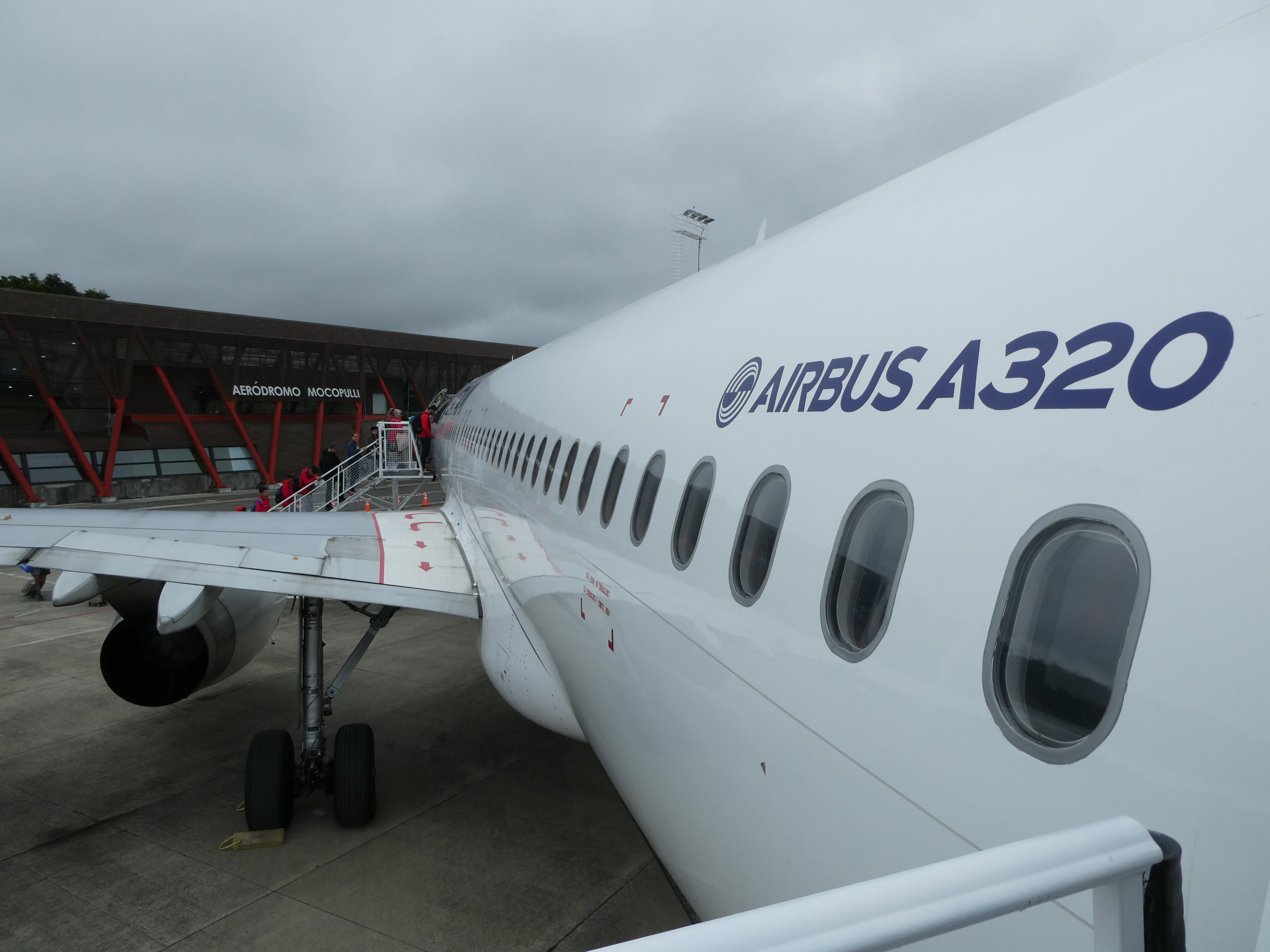
Airbus A320 de LATAM Airlines, en el Aeródromo Mocopulli.

El Aeródromo Mocopulli (IATA: MHC, OACI: SCPQ) es el principal aeródromo de la provincia de Chiloé, en la  Región de Los Lagos, Chile. Se ubica en el sector de Mocopulli, en la comuna de Dalcahue, a unos 10 kilómetros de la capital comunal y a unos 20 de la ciudad de Castro. Este aeródromo es de carácter público y fue inaugurado el 6 de noviembre de 2012, con el arribo del primer vuelo comercial, un Airbus A320 de LATAM Airlines, añadiendo la vía aérea, como una nueva forma de conectar regularmente a la Isla, con el continente americano. Inicialmente, la pista del aeródromo estaba planificada en 1810 m, lo que hacía inviable el aterrizaje de aeronaves de la familia A320, lo cual se solucionó con la ampliación de ésta en 190 m.
Años después, se incorporaron nuevas empresas de aerolíneas, las cuales son: la empresa JetSMART, disponible desde diciembre de 2020, con frecuencias 3 veces por semana con destino a Santiago (los días martes, viernes y domingo), y SKY Airline, con vuelos a Santiago (disponible a partir del 4 de enero de 2023), con salidas los miércoles, viernes y domingo.
A partir del 1 de agosto de 2023, dejó de operar la empresa LATAM Airlines. La empresa justificó su decisión por "inviabilidad de la ruta", además del "contexto económico desafiante" y "un alto precio del combustible"

## Aerolíneas y destinos

### Destinos nacionales
| Ciudad            | Nombre del aeropuerto                          | Aerolíneas                     |
| ----------------- | ---------------------------------------------- | ------------------------------ |
| Santiago de Chile | Aeropuerto Internacional Arturo Merino Benítez | Sky Airline LATAM (Estacional) |

### Estadísticas
| Lugar | Ciudad            | Pasajeros | Cambio | Aerolíneas         |
| ----- | ----------------- | --------- | ------ | ------------------ |
| 1     | Santiago de Chile | 75.348    | 0,5%   | LATAM, Sky Airline |

### Aerolíneas y destinos cesados
- LATAM
  - Puerto Montt / Aeropuerto Internacional El Tepual
  - Puerto Natales / Aeropuerto Teniente Julio Gallardo

- JetSmart
  - Concepción / Aeropuerto Internacional Carriel Sur
  - Santiago / Aeropuerto Internacional Arturo Merino Benítez
  - Temuco / Aeropuerto Internacional La Araucanía
  - Punta Arenas / Aeropuerto Internacional Presidente Carlos Ibáñez del Campo